# Старий Двур (Любуське воєводство)
Старий Двур (пол. Stary Dwór) — село в Польщі, у гміні Тшцель Мендзижецького повіту Любуського воєводства.
Населення — 334 особи (2011).
У 1975-1998 роках село належало до Гожовського воєводства.

## Демографія
Демографічна структура станом на 31 березня 2011 року:
|          | Загалом | Допрацездатний вік | Працездатний вік | Постпрацездатний вік |
| -------- | ------- | ------------------ | ---------------- | -------------------- |
| Чоловіки | 184     | 45                 | 126              | 13                   |
| Жінки    | 150     | 25                 | 91               | 34                   |
| Разом    | 334     | 70                 | 217              | 47                   |